# Brasilianska expeditionsstyrkan
Brasilianska expeditionsstyrkan (Força Expedicionária Brasileira, FEB) var en brasiliansk expeditionskår som deltog på de allierades sida i Italienska fälttåget under andra världskriget. Kåren som uppgick till drygt 25 000 man bestod av en infanteridivision och en flygflottilj.

## Bakgrund
När andra världskriget bröt ut 1939 förklarade sig Brasilien neutralt. Initialt försökte man upprätthålla handelsförbindelserna med båda sidor, men handel med axelmakterna blev snart praktiskt omöjligt, på grund av Storbritanniens blockad. När USA gick med i kriget inledde de också en massiv kampanj för att få med Brasilien på de allierades sida. De hotade bland annat med att annars ockupera nordöstra Brasilien. Brasilien anslöt sig till Atlantdeklarationen och upplät en flygbas i Parnamirim nära Natal till USA, och den 28 januari 1942 tillkännagav Brasilien att neutraliteten var över, dock utan att förklara axelmakterna krig. Under perioden februari till augusti drabbades Brasilien hårt av främst Nazitysklands oinskränkta ubåtskrig på Atlanten, men även av attacker från italienska ubåtar. Den 22 augusti förklarade Brasilien krig mot Tyskland och Italien, och Brasiliens flotta började jaga tyska ubåtar i Sydatlanten.
Samtidigt började man även mobilisera armén i syfte att skicka en expeditionskår till Europa. Den uttalade planen var att inom ett år skicka 100 000 soldater.  Men jämfört med de andra krigförande länderna var Brasilien vid den här tiden underutvecklat; industri, sjukvård och infrastruktur låg långt efter USA och Tyskland. En stor del av befolkningen försörjde sig med småskaligt jordbruk och läskunnigheten var förhållandevis låg. Dessutom var Brasilien en militärdiktatur, med en del nazisympatisörer på höga poster, och statsledningen oroade sig också för vad de inrikespolitiska konsekvenserna skulle bli av att låta tusentals brasilianska män kämpa sida vid sida med soldater från demokratiska stater för att störta europeiska diktaturer. Det som fick regeringen att till sist skicka iväg FEB var att tidningsmagnaten Assis Chateaubriand hade börjat rekrytera soldater till en privatarmé och förhandlade med USA:s representanter i Brasilien.[källa behövs]

## Fälttåget

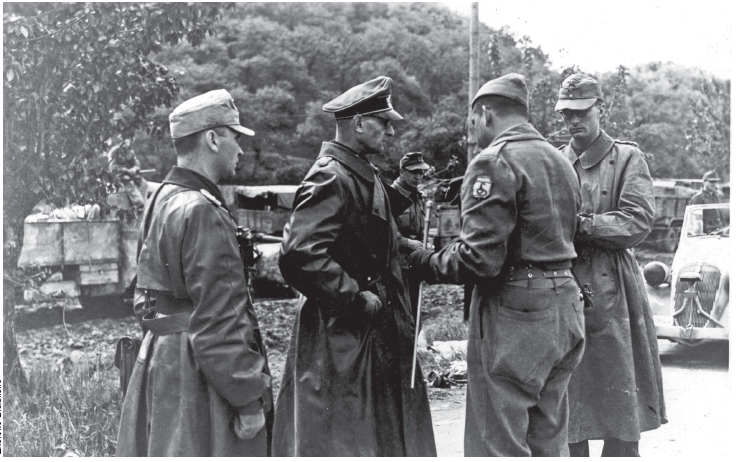
General Otto Fretter-Pico överlämnar sig efter slaget vid Fornovo di Taro.

Den 2 juli 1944 anlände de första brasilianska soldaterna till Neapel i Italien. De saknade tunga vapen och inte heller hade någon inkvartering ordnats i förväg. Soldaterna åt och sov i hamnen där de hade stigit i land, något som kritiserades starkt i brasiliansk press. I mitten av juli när nästa regemente anlände hade de flesta bitarna fallit på plats och de brasilianska trupperna kunde transporteras till Tarquinia för att ersätta de fria franska styrkor som drogs tillbaka för att sättas in i operation Dragoon.
Den brasilianska expeditionsstyrkan lydde under amerikanska IV armékåren. De allierade styrkorna vid Gotiska linjen var en multinationell röra; Förutom FEB fanns där amerikanska 92:a infanteridivisionen (svarta), 442:a infanteriregementet (amerikaner av japansk härkomst), nyzeeländska 2:a divisionen, indiska 8:e divisionen, sydafrikanska 6:e divisionen, algeriska 3:e infanteridivisionen, judiska brigaden, gurkhas samt fria polska och tjeckiska enheter. Den brasilianska divisionen var dock den mest fulltaliga, vilket ledde till att tyskarna började sprida propaganda på portugisiska via radio och flygblad.
I augusti gjorde enheter ur FEB tillsammans med amerikanska 370:e infanteriregementet en första framstöt mot Massarosa och Camaiore i Toscana för att ta kontroll över Serchiodalen. I oktober råkade man för första gången in i hårda strider när tyskarna försökte återta staden Barga. Många av soldaterna i IV armékåren, inklusive de brasilianska, var ovana med vintern i det italienska höglandet, så under november till februari planerade FEB inga större operationer. Men det gjorde tyskarna. I slutet av december 1944 anföll tyska 14:e armén staden Lucca för att försöka slå sig ner mot Pisa och Serchiodalen. Anfallet drabbade inte FEB direkt, men den brasilianska divisionen fick ansvar för en större del av fronten när amerikanska 92:a infanteridivisionen och indiska 8:e divisionen omgrupperades för att möta anfallet. I februari 1945 gick FEB tillsammans med amerikanska 10:e bergsdivisionen till anfall mot Montese i syfte att slå sig fram mot Bologna och Lombardiet (operation Grapeshot). FEB tog Montese, men 10:e bergsdivisionen stoppades och drabbades av svåra förluster. Tyskarna koncentrerade sina styrkor för att försöka återta Montese, vilket gjorde att polska 3:e skyttedivisionen kunde kringgå de tyska styrkorna och tillsammans med amerikanska 34:e infanteridivisionen ta Bologna.
FEB:s största insats gjorde man i slutet av april 1945 när man lyckades omringa och tillfångata 13 000 tyska och italienska soldater vid Fornovo di Taro. Det var hela 148:e infanteridivisionen samt stora delar av 90:e lätta infanteridivisionen och den italienska divisionen Italia. Förlusten av dessa enheter omöjliggjorde det planerade tyska motanfallet över Po. I maj gick FEB in i Turin och fick därefter kontakt med de allierade styrkorna i Frankrike via Susa.
Totalt stupade 454 brasilianska soldater i Italien. De begravdes på en krigskyrkogård i Pistoia, men flyttades 1960 till ett mausoleum i Rio de Janeiro. Förutom soldaterna från FEB vilar där även sjömän som stupade i kriget vilket gör att antalet gravar uppgår till 467.

### Tre hjältar
Den 14 april 1945 genomförde en patrull från 11:e infanteriregementet en spaningsframstöt i närheten av Montese. Patrullen stötte samman med en tysk styrka på ungefär 100 man som öppnade eld med kulsprutor. Tre man lyckades ta skydd och besvarade elden tills deras ammunition tog slut. Tyskarna uppmanade patrullen att kapitulera, men de tre brasilianska soldaterna valde att i stället anfalla tyskarna med sina bajonetter varpå de stupade. Deras mod gjorde ett sådant intryck på tyskarna att de begravdes med militära hedersbetygelser och ett kors restes med inskriften "Drei Brasilianische Helden" (tre brasilianska hjältar). Efter kriget belönades de tre soldaterna Arlindo Lúcio da Silva, Geraldo Rodrigues de Souza och Geraldo Baêta da Cruz posthumt med utmärkelsen Sangue do Brasil de Combate. Händelsen filmatiserades år 2011 av Guto Aeraphe under namnet Heróis (hjältar).

## Flygflottiljen

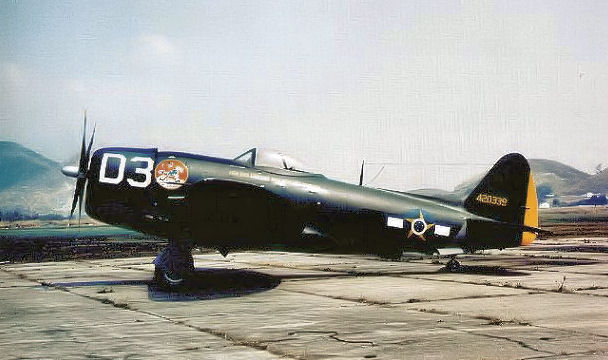
En P-47 Thunderbolt från 1ºGAVCA.

Även Brasiliens flygvapen deltog i FEB med två flygförband, en jaktflottilj (1º Grupo de Aviação de Caça, 1ºGAVCA) och en sambandsdivision (1ª Esquadrilha de Observação e Ligação, 1ªELO). Jaktflottiljen grundades i december 1943 och skickades till Panama för flygträning. Den 11 maj 1944 var flottiljen färdigtränad och sattes in i luftförsvaret av Panamakanalen. Den 22 juni skickades flottiljen till USA för att utrustas med Republic P-47 Thunderbolt. I september skickades flygplan och personal med båt till Livorno i Italien dit de anlände 6 oktober. Flottiljen baserades i Tarquinia och sattes in i strid första gången 11 november 1944. På grund av avsaknad av fientlig flygverksamhet (italienska republikanska flygvapnet opererade sporadiskt och Luftwaffe hade koncentrerat sina styrkor till Tyskland) fick flottiljen huvudsakligen spanings- och attackuppdrag. Totalt genomförde flottiljen 445 uppdrag vilket motsvarar 5 % av alla allierade flyguppdrag i Italien. Resultatet var dock mer imponerande; Av de mål som förstördes stod den brasilianska flottiljen för 85% av ammunitionsupplagen, 36% av bränsleförråden, 28% av broarna och 15% av fordonen. Av flottiljens 48 piloter förlorades 16 (fem stupade och elva tillfångatagna) och sex tvingades sluta flyga av medicinska orsaker.
Sambandsdivisionen grundades 20 juli 1944. Till skillnad från jaktflottiljen var sambandsdivisionen utrustad med Piper Cub-flygplan som redan tillhörde Brasiliens flygvapen, vilket gjorde att den kunde sättas in snabbare. Den 19 september skeppades divisionens nio flygplan över till Neapel dit de anlände 10 oktober. Sambandsdivisionens huvudsakliga uppdrag var spaning och eldledning och de opererade därför från små provisoriska flygfält i nära samarbete med markstridskrafterna.

## Organisation
- 1ª Divisão de Infantaria Expedicionária (armédivision)
  - Companhia de Comando da 1ª Divisão de Exército (ledningskompani)
  - 1º Regimento de Infantaria (infanteriregemente)
  - 6º Regimento de Infantaria (infanteriregemente)
  - 11º Regimento de Infantaria (infanteriregemente)
  - 9º Batalhão de Engenharia (ingenjörsbataljon)
  - 1º Batalhão de Caçadores (jägarbataljon)
  - 1º Esquadrão de Reconhecimento (mekaniserad kavalleriskvadron)
  - 1º Batalhão de Saúde (sjukvårdsbataljon)
  - 1ª Companhia de Transmissões (signalkompani)
  - 1ª Companhia Leve de Manutenção (trängkompani)
  - Pelotão de Polícia (militärpolispluton)
  - Artilharia Divisionária Expedicionária (divisionsartilleri)
    - 1º Grupo de Artilharia de Campanha (artilleribatteri)
    - 11º Grupo de Artilharia de Campanha (artilleribatteri)
    - 20º Grupo de Artilharia de Campanha (artilleribatteri)
    - 21º Grupo de Artilharia de Campanha (artilleribatteri)
- 1º Grupo de Aviação de Caça (jaktflottilj)
- 1ª Esquadrilha de Observação e Ligação (spanings- och sambandsdivision)

## Symboler

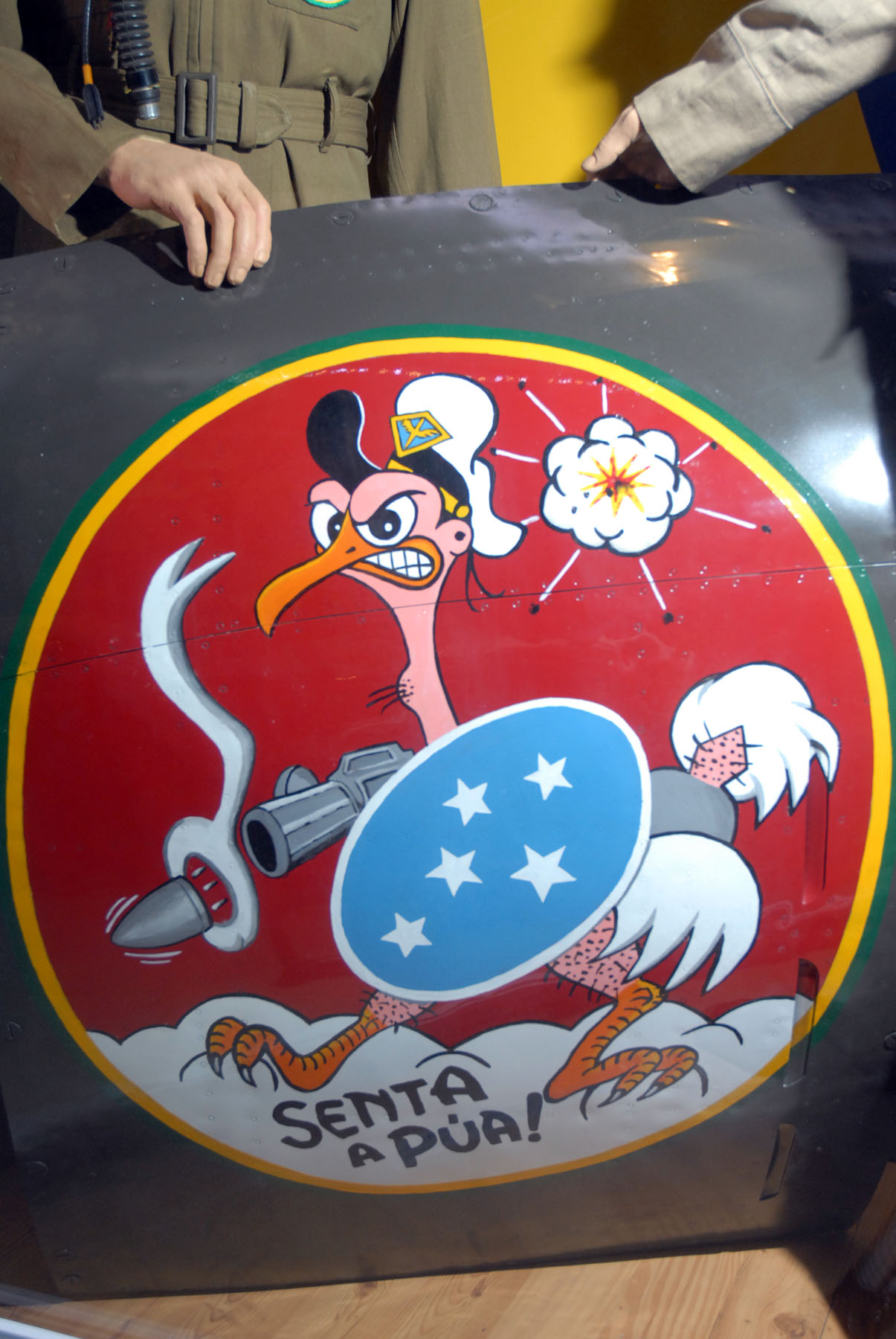
Senta a Púa! är 1:a jaktflottiljens märke.

### Infanteridivisionen
Infanteridivisionens märke är en piprökande grön orm på gul bakgrund. Ursprunget är det portugisiska uttrycket Quando a cobra fumado (när ormen röker) som innebär att något är så osannolikt att det troligen aldrig kommer att inträffa. (Detta motsvarar exempelvis det svenska uttrycket "När det blir sju torsdagar i en vecka".) Tidsutdräkten vid upprättandet av FEB och oviljan att låta FEB sättas in i strid gjorde att uttrycket användes som "Det är lättare för ormen att röka än för landet att delta i kriget". När divisionen till sist transporterades till Italien vände de på uttrycket; A cobra esté fumando! (nu röker ormen!) kom att få innebörden "nu är det allvar!".

### Flygflottiljen
Flygflottiljens symbol är en struts med en sköld och en revolver. En struts kan tyckas vara en udda symbol för ett flygförband med tanke på att det är en fågel som inte kan flyga, men den symboliserar P-47:ans styrka och snabbhet medan revolvern symboliserar dess eldkraft och skölden dess stryktålighet. Skölden är blå med fem stjärnor som symboliserar södra korset som även finns på Brasiliens flagga. Stridsropet Senta a Púa! betyder ordagrant "känn pinnen" och är tvetydigt. "Pinnen" syftar både på styrspaken och piloternas förmåga att bemästra sina flygplan, men även mer bildligt på en stridsklubba eller knölpåk som fienden kommer att känna av.